# Magnacarina aldana
Pour les articles homonymes, voir Magnacarina et Aldana (homonymie).
Espèce
Synonymes
- Hapalopus aldanus West, 2000

Magnacarina aldana est une espèce d'araignées mygalomorphes de la famille des Theraphosidae.

## Distribution
Cette espèce est endémique du Nayarit au Mexique,.

## Description
Les mâles mesurent de 20,36 à 20,31 mm et les femelles de 16,81 à 31,00 mm.

## Publication originale
- West, 2000 : Some new theraphosids from western Mexico (Araneae, Mygalomorphae). The Southwestern Naturalist, vol. 45, p. 299-305.